# Rudolf Vytlačil
Rudolf Vytlačil (Schwechat, 1912. február 9. – Schwechat, 1977. június 1.) csehszlovák válogatott labdarúgó, edző.

## Sikerei, díjai

### Játékosként

#### Klub
- Sparta Praha
  - Csehszlovák bajnok: 1935, 1937, 1940, 1941, 1942, 1943
  - Csehszlovák kupa: 1941, 1942

### Edzőként

#### Klub
- Rapid Wien
  - Osztrák bajnok: 1966-1967, 1967-1968
  - Osztrák kupa: 1966-1967

#### Válogatott
- Csehszlovákia
  - Európa-bajnokság bronzérmes: 1960
  - Világbajnokság ezüstérmes: 1962
  - Olimpiai ezüstérmes: 1964